# Mistrz Ołtarza z Beyghem
Mistrz Ołtarza z Beyghem – malarz niderlandzki czynny w Brukseli w pierwszym trzydziestoleciu XVI wieku. 
Swoje miano zawdzięcza cyklowi obrazów Pasja wykonanemu dla kościoła w Beyghem koło Brukseli. Służył u Filipa de Cleves.